# DIAMOND SKIN/虹のポケット/CRAZY DANCE
「DIAMOND SKIN／虹のポケット／CRAZY DANCE」（ダイヤモンド・スキン／にじのポケット／クレイジー・ダンス）は、2013年11月27日にloversoul music & associatesから発売のGLAYの通算49枚目のシングル。

## 概要
前作「DARK RIVER／Eternally／時計」以来、およそ4ヶ月ぶりのシングルで、2013年7月27日・7月28日にメンバーの地元函館緑の島で開催された「GLAY Special Live 2013 in HAKODATE GLORIOUS MILLION DOLLAR NIGHT Vol.1」の模様を収録したDVD・Blu-ray『「GLAY Special Live 2013 in HAKODATE GLORIOUS MILLION DOLLAR NIGHT Vol.1」』と同時リリース。前作同様、全曲がA面となっており、オフィシャルでは、「トリプルAサイドシングル」と紹介されている。
発売形態は、CD+DVD盤とCDのみが含まれる盤の2形態。
DVDにジャケット撮影メイキング、「DIAMOND SKIN」のミュージックビデオ及びメイキング、「GLAY Special Live 2013 in HAKODATE GLORIOUS MILLION DOLLAR NIGHT Vol.1」のライブ映像が数曲収録。
発売を記念して、2013年11月26日 23:00からニコニコ生放送上で、『GLAY「DIAMOND SKIN / 虹のポケット / CRAZY DANCE」リリース記念24時間SP』を放送。「DIAMOND SKIN」のミュージックビデオ、函館のライブ映像に加え、過去のミュージックビデオや厳選ライブ映像が放送。ラスト1時間は、HISASHI、茂木淳一による「RX-72 ニコニコ出張所」が放送された。

## 収録曲

### CD
1. DIAMOND SKIN
  - 作詞・作曲：TAKURO / 編曲：GLAY & MASAHIDE SAKUMA

CAPCOM音楽ゲーム「CROSS X BEATS」タイアップソング[2][5]。テレビ朝日系「お願い!ランキング」12月度エンディングテーマソング[3]。
オフィシャルでは、「誰にも言えない許されない恋を描いたミドルロックチューン」と紹介されており[2]、歌詞は女性目線で書かれた内容である[3]。
本曲では再び佐久間正英をプロデューサーに迎えており[2]、シングルA面曲で佐久間がプロデュースを担当するのは、45thシングル「Bible」以来。また、本曲は佐久間生前最後のGLAYプロデュース作品である。
楽曲は、12thアルバム『GUILTY』でのセッション終盤で生まれたもので[6]、TAKURO本人がとても気に入り、アルバムの1曲として世に出すには勿体無いと考え、世に出るベストタイミングが11月がいいと判断したと語っている[6]。
TAKUROは本曲に関して、「僕らと、GLAYの事を長年支えてくださってる佐久間さんの全てを詰め込んだ、ビートが利いていながらちょっと切ないメロディー、そして歌詞というこの楽曲を多くの人達に共感してもらえると嬉しいです」とコメントしている[7]。
dwango.jpでは、ダウンロードした応募者全員(iPhoneは、仕様上対象外)に「GLAY特製フォトカード」プレゼントのキャンペーンを実施（2013年11月12日締切）[8]。
ミュージックビデオは、監督を務中基生が務め、GLAYと同じ北海道出身でTEAM NACSの安田顕や女優の釈由美子が出演[9]。楽曲に合わせて「許されない恋」に溺れていく男女を描いたストーリー仕立てとなっている[9]。官能的な内容も含んでいるため、アジア各国で放送禁止になった[9][10]。
長らくアルバムには未収録であったが、2025年に発売されたベストアルバム『DRIVE 1993〜2026 -GLAY complete BEST』に初収録された[11]。
2. 虹のポケット
  - 作詞・作曲：TAKURO / 編曲：GLAY

横浜ゴム「アイスガード ファイブ」CMソング[2]。北海道エリアを皮切りに2013年8月15日より順次放映され[12]、横浜ゴム オフィシャルYouTubeチャンネルにより、YouTube上にもアップされており[13]、楽曲自体は10年前に出来上がっていたと語っている[6]。
セルフプロデュース作であり、オフィシャルでは、「爽やかで気持ちの良い疾走感とGLAYらしいメロディが重なりあったセルフプロデュース曲」と紹介されている[2]。
2013年9月25日よりdwango.jp[14]、10月2日よりG-DIRECTにて先行配信が開始[15]。dwango.jpでは、ダウンロードした応募者全員(iPhoneは、仕様上対象外)に「GLAY特製サイン入りポストカード」プレゼントのキャンペーンを実施（2013年10月1日締切）[14]。
3. CRAZY DANCE
  - 作詞・作曲：TAKURO / 編曲：GLAY

函館野外ライブDVD&Blu-ray[16]公式応援ソング[2]。メンバーが10代のころ函館でバンド結成し初めて作ったパンクナンバーであり[7]、今回初音源化となる[7]。
結成10周年記念ライブ（1998年7月2日の静岡市民会館）で一度披露された後、2013年7月28日・7月29日の「GLORIOUS MILLION DOLLAR NIGHT Vol.1」において15年振りに披露された。そこでのライブで、TERUが「次のシングルにします！」と宣言していたことをきっかけに、今回のシングルに収録される運びとなった[7]。
2021年にB'zが主催したRock Project「B'z Presents UNITE #01」でも披露された。

### DVD （CD+DVD盤のみ）
- 「DIAMOND SKIN」ミュージックビデオ
- 「DIAMOND SKIN」ジャケット & ミュージックビデオメイキング映像
- 「GLAY Special Live 2013 in HAKODATE GLORIOUS MILLION DOLLAR NIGHT Vol.1」
  - ライブ映像

  1. Bible（2013年7月27日公演）
  2. Winter,again（2013年7月28日公演）

  - インタビュー
  - ダイジェスト

## 収録アルバム
DIAMOND SKIN
- DRIVE 2010〜2026 -GLAY complete BEST

## 参加ミュージシャン
- TOSHI NAGAI（ドラムス）
- MASAHIDE SAKUMA（M1・キーボード）
- SEIICHIRO NAGAI（M3・キーボード）

## スタッフ

### CD
レコーディング・ミキシング
MASAHIDE SAKUMA (VITAMIN PUBLISHING)（M1）
FUMIE NAKAZAKI (VITAMIN PUBLISHING)（M1）
Koniyoung (KURID INTERNATIONAL) (M2)
NORIYUKI KISOU (v.f.v studio inc.) (M3)
マスタリング
STEPHEN MARCUSSEN at MARCUSSEN MASTERING STUDIOS

### DVD
監督
MOTOO MUNAKA (「DIAMOND SKIN」ミュージックビデオ)
HIROSHI USUI (Eiescream) (ライブ映像)
TETSUYA IWAGUCHI (メイキング映像)
プロデューサー
NAOYASU TOUKAIE (PEACE TRIBE) (「DIAMOND SKIN」ミュージックビデオ)